# La città fantasma (programma televisivo)
La città fantasma è una serie documentaristica televisiva statunitense che indaga su fenomeni paranormali nella città di Shepherdstown, nella Virginia Occidentale. In ogni episodio tre investigatori cercano di venirne a capo sugli strani fenomeni che avvengono nella cittadina.

## Cast
- Michael King – Capo della polizia di Shepherdstown e leader del teams
- Nick Groff – Investigatore del paranormale
- Bill Hartley – Mago della tecnologia
- Elizabeth Saint – Sensitiva

## Puntate
| Stagione | Puntate | Prima TV originale | Prima TV Italia |
| -------- | ------- | ------------------ | --------------- |
| 1        | 7       | 2016               | 2019            |
| 2        | 8       | 2017               | 2018            |